# کوتا یوشیهارا
کوتا یوشیهارا (به انگلیسی: Kota Yoshihara) بازیکن فوتبال اهل ژاپن و عضو تیم ملی فوتبال ژاپن است که در تاریخ ۰۲ ژوئیه ۱۹۹۹ میلادی اولین بازی ملی‌اش را انجام داد. او در ۱ بازی ملی حضور داشت و آخرین بازی ملی خود را در تاریخ ۲ ژوئیه ۱۹۹۹ میلادی انجام داد. کوتا یوشیهارا در بازی‌های ملی‌اش
گلی به ثمر نرساند.